# Giklingdalen

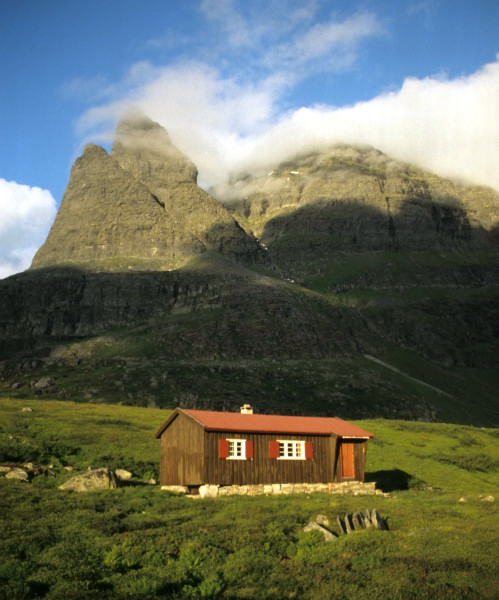
Giklingdalshytta i Giklingdalen med Innerdalstårnet i bakgrunden.

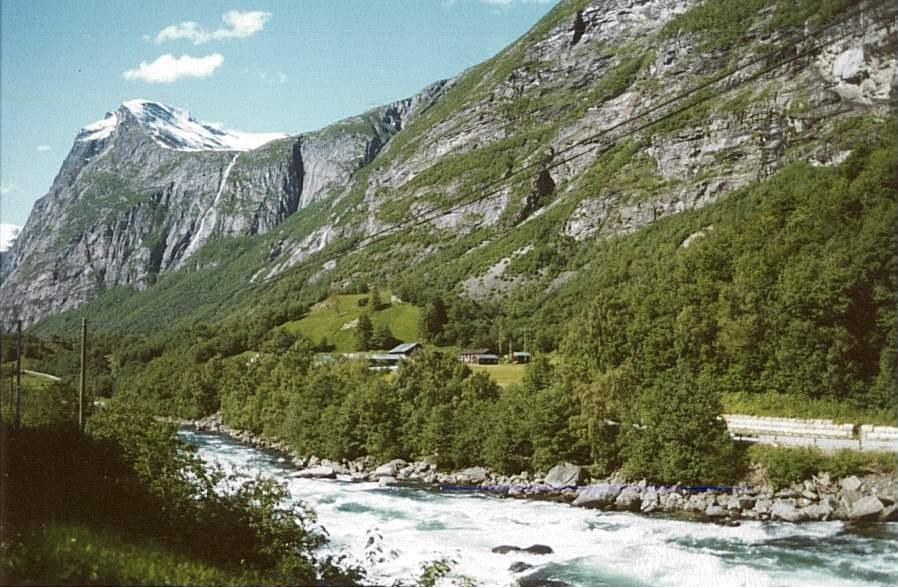
Giklingdalen uppe till vänster på bilden.

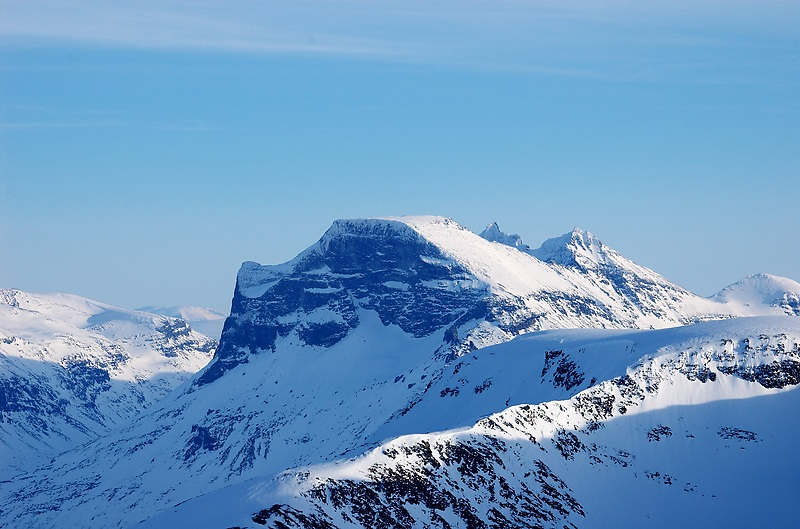
Giklingdalen till vänster om Skarfjället.

Giklingdalen (ref. Statens Kartverk) är en fjälldal i Sunndal på Nordmøre i Norge. Dalen är en typisk hängande dal skapad av en sidogren av inlandsisen under senaste istid. Den går i nord-sydlig riktning mellan den kända Innerdalen i norr och Sunndalen i syd. I syd hänger den cirka 1 000 meter över dalbottnen i Sunndalen uppe till vänster på bilden.
Turen genom Giklingdalen är idag en mycket uppskattad turistväg som tar sex till åtta timmar.
Rasttugan Giklingdalshytta ligger 740 meter över havet. Stugan ägs av Norsk Tindeklub och har varit deras utgångspunkt för klättring på Innerdalstårnet, Skardfjell och andra fjäll i området runt Innerdalen.